# Academia de Teatro del Instituto Nacional

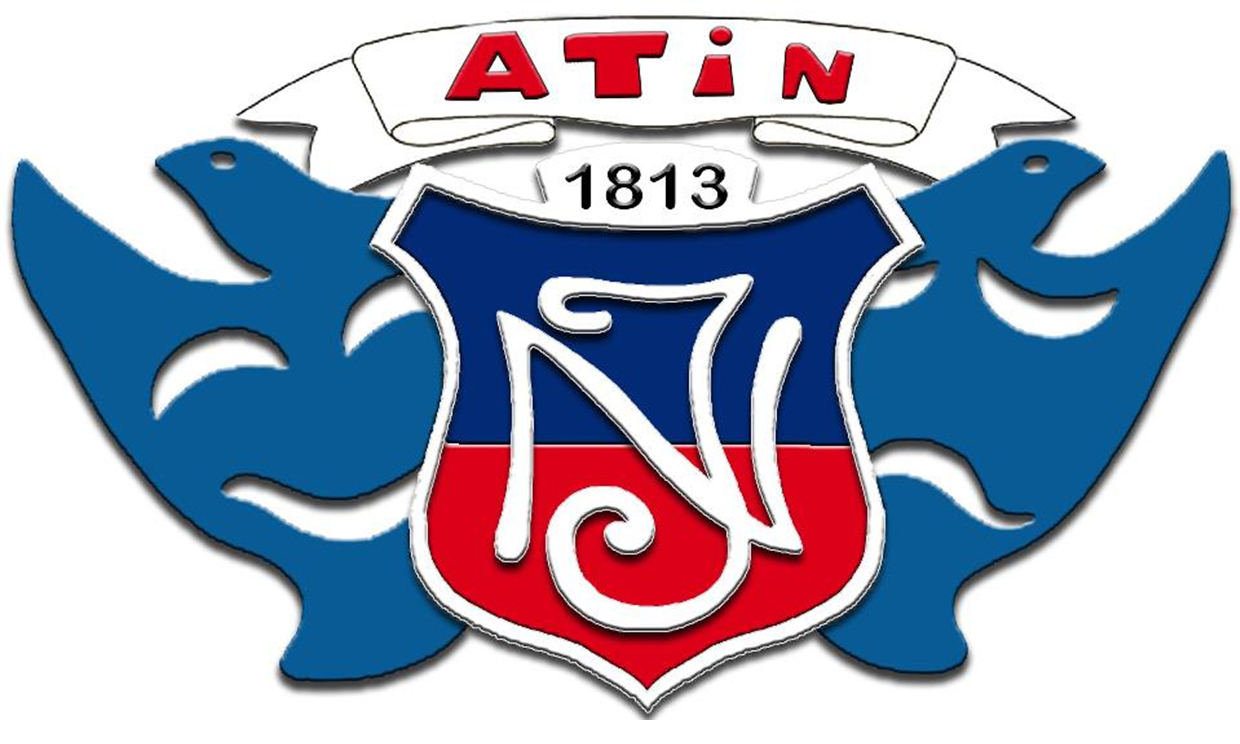
Logo de ATIN. Además de un logo, la Academia posee un lema, el cual es: Intelecto .·. Imaginación .·. Voluntad.

La Academia de Teatro del Instituto Nacional (ATIN) es una de las instituciones académicas del Instituto Nacional General José Miguel Carrera más destacadas y longevas de este Liceo, teniendo más de 25 años de historia académica, siendo dirigida por el actor Iván Torrealba. ATIN es una academia de carácter mixto donde participan hombres y mujeres del Instituto Nacional y alumnas de diversos colegios de Santiago.

## Historia
La historia de la Academia de Teatro del Instituto Nacional (ATIN), se remonta a las primeras décadas del siglo xx, por esos años en las antiguas aulas del Instituto Nacional, se formaban quienes serían los fundadores del Instituto Teatral de la Universidad de Chile, el exalumno y premio nacional de arte don Pedro de la Barra y el exalumno don Pedro Orthous.
El Instituto Nacional tiene una presencia importantísima en la fundación del teatro Universitario a través de estos exalumnos y hombres de arte. Durante las primeras cinco décadas, la antigua Academia de Dramática del Instituto Nacional (ADIN) albergó en su sala de ensayos a los Institutanos con inquietudes por las artes escénicas. En los años 60 la Academia de Dramática estuvo también compuesta por alumnas del Liceo 1; dentro de las participantes del Liceo 1 de ese entonces, se destaca la ex Presidenta de la República Michelle Bachelet Jeria.
Durante la Dictadura Militar la Academia de Dramática se mantuvo ausente. Pasado el tiempo, en el año 1990 con el retorno a la democracia, el actor e Institutano, Iván Torrealba Lee, recién egresado de la “Compañía Escuela Teatro Q” fue llamado por el centro de alumnos de ese entonces, a formar un taller de teatro. A los pocos meses, el rector don Sergio Riquelme Pina, le encomienda refundar la antigua Academia de Dramática pero ahora con el nombre de “Academia de Teatro del Instituto Nacional, ATIN” una academia mixta, masiva y al servicio directo del departamento de castellano. Además, para realizar sus trabajos artísticos se le facilitó una sala de ensayo. Siendo finalmente el 21 de noviembre de 1990 su fundación oficial, cuando la academia estrena la obra "Francisco y Salvador hablan por nosotros".
Actualmente, la sala de ensayo que lleva el nombre de «Pedro Orthous», está ubicada en el séptimo piso del establecimiento, recibiendo un promedio de 140 integrantes, entre alumnos del Instituto Nacional y alumnas de otros establecimientos, formando así cinco elencos, los que realizan sus ensayos una vez por semana para así preparar sus montajes anuales. En la academia se han realizado distintos tipos de montajes teatrales y también se han producido distintos tipos de performance.

### Montajes
Desde la existencia de "ATIN", luego de su fundación en 1990 se han montado más de 100 obras teatrales, destacando siempre el gran trabajo y dedicación de estas. En la Academia se han presentado obras escritas por distintos dramaturgos, chilenos y extranjeros, y otras escritas por su propio Director Iván Torrealba.

## Administración
La administración de la Academia actualmente pertenece al Departamento de Lenguaje del Instituto Nacional, recayendo esta particularmente al profesor asesor Óscar Gutiérrez Toro. Por parte de la dirección general teatral, el encargado es el actor Iván Torrealba Lee, quién ostenta este cargo desde 1990

## Premios
ATIN entrega de forma anual el Premio María Cánepa al mejor actor y actriz de año. El nombre del galardón lleva el nombre de la destacada actriz de teatro María Cánepa.